# Leen Riedijk

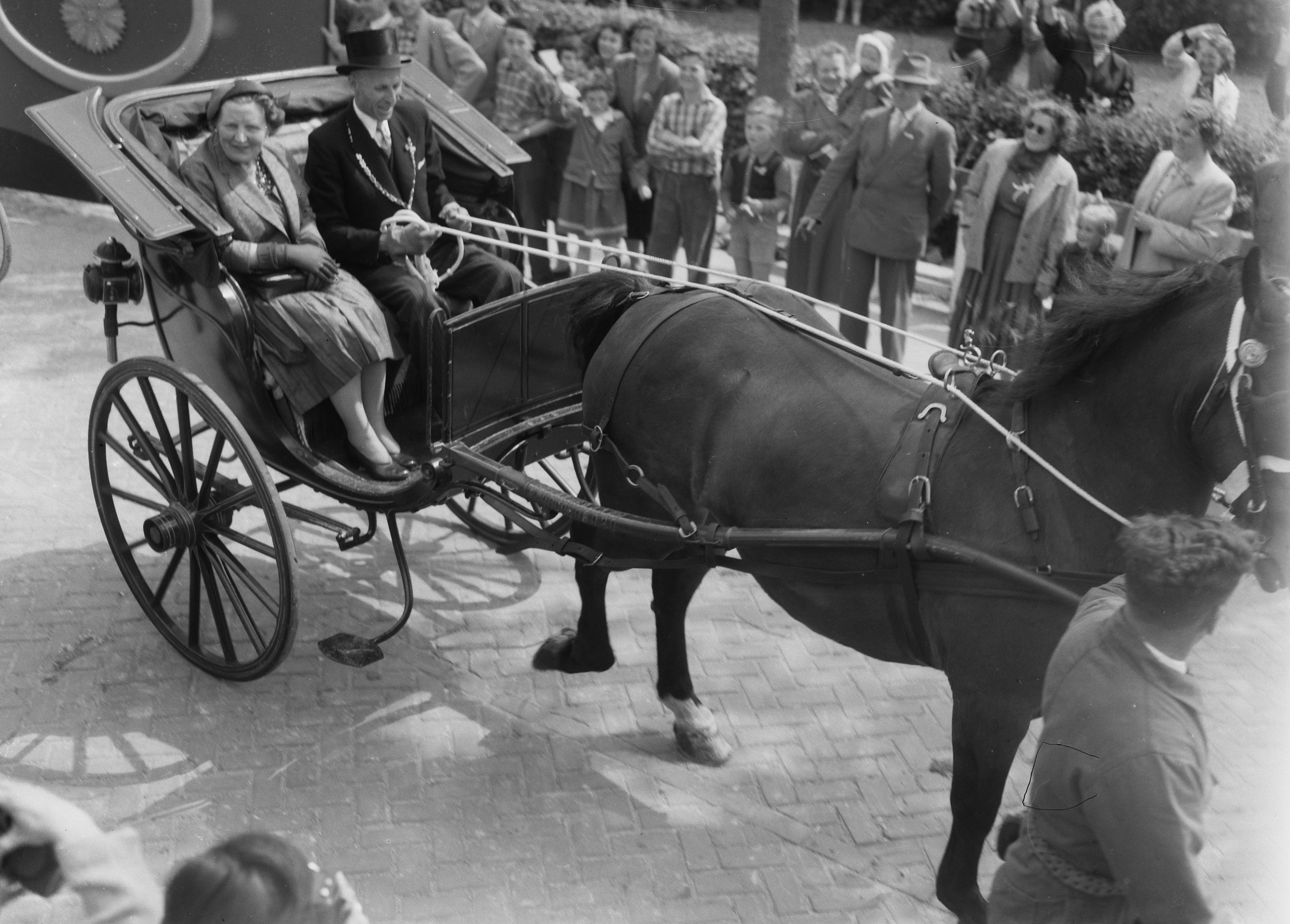
Koningin Juliana met locoburgemeester L. Riedijk in een tilbury (1957)

Leendert (Leen) Riedijk (Rockanje, 11 juli 1913 – 27 april 1974) was een Nederlands politicus van de PvdA.
Hij werd geboren als zoon van Leendert Riedijk (1867-1942; landbouwer) en Annetje van Toledo (*1885). In 1917 verhuisde het gezin naar een boerderij aan de Zuiddijk in Nieuw-Helvoet. Het was een gemengd bedrijf en kinderen die niet meer leerplichtig waren gingen werken op de boerderij. Nadat zijn vader in 1942 overleed nam hij het bedrijf over. In 1944 besloten de Duitsers om het gebied onderwater te zetten waarop hij uitweek naar Oostvoorne maar na de bevrijding keerde hij terug. Hij was betrokken bij de ruilverkaveling en de plaatselijke politiek. Riedijk was niet alleen lid van de gemeenteraad van Nieuw-Helvoet, hij was daar wethouder en locoburgemeester en werd met ingang van september 1958 benoemd tot waarnemend burgemeester van Nieuw-Helvoet. Na de gemeentelijke herindeling in 1960 werd hij wethouder van Hellevoetsluis waar Nieuw-Helvoet in op was gegaan. Riedijk is ook nog lid geweest van de Rijnmondraad. Vanaf 1964 was er bij zijn boerderij ook een camping. Hij bleef tot 1973 wethouder en overleed in 1974 op 60-jarige leeftijd.